# Ксения Первак
Ксения Первак  (на руски: Ксения Юрьевна Первак) е професионална тенисистка от Русия.
На 12-годишна възраст става победителка в популярното състезание „Les petits As“, традиционно провеждано във Франция. Първата си титла в турнирите при юношите завоюва на 22 октомври 2004 г. на турнира в Колдинг, Дания. Във финалната среща на турнира побеждава известната руска тийнейджърка Анастасия Пивоварова с 6:4, 6:2.
Първите си стъпки в професионалния тенис прави на 16-годишна възраст. Най-престижното отличие в нейната кариерата е шампионската титла на Откритото първенство на Австралия за девойки през 2009 г. Тогава във финалния мач тя побеждава надеждата на британския тенис Лаура Робсън с 6:3, 6:1.
В професионалната си кариера е спечелила 6 трофея от турнири, организирани от Международната тенис федерация (ITF). Първия подобен турнир печели на 30 септември 2007 г. в грузинския град Батуми. На финала се изправя срещу италианската тенисистка Корина Дентони и я побеждава с резултат 6:4 и 6:3.
Има в своя актив регистрирани 5 поражения на сингъл. В мачовете по двойки Ксения Первак има общо 3 спечелени титли, последната от които е от 3 март 2010 г. на турнира в руския град Ханти-Мансийск. Във финалната фаза Первак и нейната партньорка Александра Панова побеждават Надя Киченок и Людмила Киченок от Украйна със 7:6, 2:6, 10:7.
На 14 януари 2010 г. играе на своя първи финал на двойки в турнира под егидата на Женската тенис асоциация (WTA) „Патая Оупън“ в Тайланд. Младата руска тенисистка губи заедно със сънародничката си Анна Чакветадзе от новозеландката Марина Еракович и представителката на домакините Тамарин Танасугарн с резултат 7:5, 6:1.
На 4 юли 2010 г. Первак печели турнира в полския град Торун. Във финалния мач от турнира побеждава представителката на домакините Магда Линет с резултат 6:4, 6:1.
На 17 септември 2011 г. печели своята първа шампионска титла на сингъл от турнир, провеждан под егидата на Женската тенис-асоциация. Във финалната среща на турнира Ташкент Оупън руската тенисистка преодолява съпротивата на своята чешка опонентка Ева Бирнерова с резултат 6:3 и 6:1.